# Août 1895

## Événements
- 10 août
  - Les Français arrêtent Ahmadou Bamba. Il est exilé au Gabon le 21 septembre puis en Mauritanie en 1903[1].
  - Les Roumains, les Serbes et les Slovaques de Hongrie tiennent un « Congrès des Nationalités » à Budapest[2].
- 18 août[3] : fondation en Hongrie du collège Eötvös, calqué sur l’École normale supérieure de Paris.

## Naissances
- 3 août : Marie Charles Robert Heitz, administrateur, homme politique, écrivain, critique d'art, peintre et résistant français († 14 novembre 1984).
- 4 août : Domingo Dominguín (Domingo González Mateos), matador espagnol († 21 août 1958).
- 18 août : Julijans Vaivods, cardinal letton, administrateur apostolique de Riga († 23 mai 1990).
- 20 août : Mauricio Bacarisse, poète, écrivain, essayiste, traducteur et collaborateur en presse espagnol († 4 février 1931).
- 25 août : 
  - Giuseppe Sapeto, explorateur et missionnaire italien (° 27 avril 1811).
  - Habib Benglia, acteur français († 2 décembre 1960).

## Décès
- 5 août : Friedrich Engels, philosophe marxiste allemand, mort à Londres (° 28 novembre 1820).